# Grande Hotel Trilogia
O Grande Hotel Trilogia é um hotel spa na cidade de Cambuquira, no Estado de Minas Gerais. O hotel pertence à Associação Keppe & Pacheco, uma entidade científico-cultural sem fins lucrativos, e está localizado no Circuito das Águas. Toda a sua renda é revertida ao Projeto Cambuquira, que visa a revigoração da cidade.
O hotel possui arquitetura no estilo Art Deco e sua cozinha traz um cardápio com comida típica mineira e internacional, com ingredientes orgânicos e balanceados.

## Grande Hotel Trilogia na cultura popular

### Em filmes e TV
- O hotel foi apresentado no reality show Ghost Hunters International, exibido no canal pago Sci Fi Channel, em 2009. A equipe de caçadores de fantasmas investigou alegações de que o hotel seria assombrado.[1]